# Trautzke-Seen und Moore
Trautzke-Seen und Moore este o arie protejată (arie specială de conservare — SAC, sit de importanță comunitară — SCI) din Germania întinsă pe o suprafață de 68,36 ha, integral pe uscat.

## Localizare
Centrul sitului Trautzke-Seen und Moore este situat la coordonatele 52°01′52″N 14°32′12″E / 52.0311°N 14.5367°E.

## Înființare
Situl Trautzke-Seen und Moore a fost declarat sit de importanță comunitară în septembrie 2000 pentru a proteja 4 specii de animale. Situl a fost protejat și ca arie specială de conservare în mai 2002.

## Biodiversitate
Situată în ecoregiunea continentală, aria protejată conține 3 habitate naturale: Lacuri eutrofice naturale cu vegetație de tip Magnopotamion sau Hydrocharition, Lacuri și iazuri distrofice naturale, Mlaștini turboase de tranziție și turbării mișcătoare.
La baza desemnării sitului se află mai multe specii protejate:
- păsări (2): Grus grus grus, fluierarul de zăvoi (Tringa ochropus)
- nevertebrate (2): Dytiscus latissimus, libelule (Leucorrhinia pectoralis)

Pe lângă speciile protejate, pe teritoriul sitului au mai fost identificate 17 specii de plante.